# Beaulieu (Ardèche)
Beaulieu település Franciaországban, Ardèche megyében. Lakosainak száma 538 fő (2022. január 1.). Beaulieu Berrias-et-Casteljau, Bessas, Chandolas, Grospierres, Saint-André-de-Cruzières és Saint-Sauveur-de-Cruzières községekkel határos.

## Népesség
A település népességének változása:
| Lakosok száma | 418  | 404  | 400  | 427  | 462  | 487  | 498  | 507  | 524  | 538  |
|               | 1968 | 1982 | 1999 | 2006 | 2011 | 2015 | 2017 | 2018 | 2020 | 2022 |